# اسپایک و تایک
اسپایک و تایک (انگلیسی: Spike and Tyke) یک مجموعه فیلم کوتاه پویانمایی بر اساس تیم پدر و پسر بولداگ آمریکایی از کارتون‌های تام و جری مترو گلدوین مایر است. . این شخصیت‌ها نخستین بار در مجموعه تام و جری، در سال ۱۹۴۲ در فیلم دردسر سگ ظاهر شدند.